# Liste von Sakralbauten in Lörrach
Die Liste von Sakralbauten in Lörrach umfasst alle 16 Gotteshäuser in der Stadt Lörrach. Sechs davon befinden sich in der Kernstadt. Bis auf Tumringen steht in jedem Stadt- und Ortsteil mindestens ein Sakralbau. Da in den früh zu Baden gehörenden Gemeinden Brombach, Hauingen, Rötteln (mit Tumringen) und Tüllingen die Reformation eingeführt wurde, entstanden dort evangelische Kirchen. In Stetten gibt es mehrheitlich katholische Kirchen, da das Dorf bis 1803 eine vorderösterreichische Enklave im Land Baden war. (→ Lörrach#Religionen) Der jüngste Sakralbau in Lörrach ist die 2015 neu erbaute Johanneskirche in Stetten.

## Liste
- Hinweis: Bauwerke, welche nicht mehr als Kirche genutzt werden oder abgebrochen wurden, werden kursiv in der Tabelle geführt. Bauwerke, die als Gemeindezentren oder sonstige Versammlungsorte fungieren werden nicht aufgeführt.

| Name                                 | Bild | Standort                  | Errichtung                | Konfession / Religion                 | Bemerkungen | Koordinaten                     |
| ------------------------------------ | ---- | ------------------------- | ------------------------- | ------------------------------------- | --- | ------------------------------- |
| Adventhaus                           |      | Lörrach (Nordstadt)       | ?                         | adventistisch                         | | 47° 37′ 7,3″ N, 7° 39′ 49,9″ O  |
| Baptistengemeinde                    |      | Lörrach (Innenstadt)      | ?                         | evangelisch-freikirchlich (Baptisten) | Umbau 2017 | 47° 36′ 58,9″ N, 7° 39′ 52,1″ O |
| Christuskirche                       |      | Lörrach (Innenstadt)      | 1955–1956                 | evangelisch                           | Die Weihe der Kirche fand am 30. Dezember 1956 in Anwesenheit des damaligen Bundespräsidenten Theodor Heuss statt. | 47° 37′ 6,1″ N, 7° 39′ 44,8″ O  |
| Evangelische Kirche (Röttler Kirche) |      | Haagen (Rötteln)          | 1401                      | evangelisch                           | St. Gallus wurde auf Weisung des Markgrafen Rudolf III. erbaut und ist die älteste Kirche Lörrachs. Die erste urkundliche Erwähnung einer Kirche in Rötteln war am 7. September des Jahres 751.                                                                                             | 47° 37′ 56,7″ N, 7° 39′ 33,1″ O |
| Evangelische Stadtkirche             |      | Lörrach (Innenstadt)      | 1814–1817                 | evangelisch                           | Das Langhaus der Kirche wurde 1814 bis 1817 im Weinbrenner-Stil erbaut; der Turm stammt aus dem Jahr 1517 und steht im 45-Grad-Winkel davon ab. | 47° 36′ 37″ N, 7° 39′ 35,7″ O   |
| Germanuskirche                       |      | Brombach (Dorf)           | 13./14. Jahrhundert       | evangelisch                           | In den Jahren 1903 bis 1905 wurde das Langhaus zur Vergrößerung des Platzes zwischen Chor und dem mittelalterlichen Turm quer einzubauen. | 47° 37′ 53,8″ N, 7° 41′ 40,7″ O |
| Heilige Familie                      |      | Stetten (Neumattsiedlung) | 1965–1966                 | römisch-katholisch                    | Erste Kirche der Erzdiözese Freiburg in Fertigbauweise. In der Infolge des starken Einwohnerwachstums errichteten Filialkirche von St. Fridolin in Stetten wird seit 2009 aufgrund rückläufiger Besucherzahlen kein Gottesdienst mehr gefeiert und wurde 2016 profaniert.                   | 47° 35′ 56,8″ N, 7° 39′ 16,2″ O |
| Johanneskirche                       |      | Stetten (Stetten-Süd)     | 2015                      | evangelisch                           | | 47° 35′ 54,4″ N, 7° 39′ 31,1″ O |
| Neuapostolische Kirche Hauingen      |      | Hauingen (Dorf)           | 1956                      | neuapostolisch                        | In Hauingen besteht die Gemeinde seit dem 8. Dezember 1935. Ende 2012 wurde die Gemeinde Hauingen mit Lörrach zusammengelegt. Seither dient das Bauwerk nicht mehr als Kirche. | 47° 38′ 40,5″ N, 7° 41′ 41″ O   |
| Neuapostolische Kirche Lörrach       |      | Lörrach (Kernstadt)       |                           | neuapostolisch                        | Die neuapostolischen Gemeinde besteht in Lörrach seit 1907. | 47° 36′ 49,8″ N, 7° 40′ 1,4″ O  |
| St. Bonifatius                       |      | Lörrach (Innenstadt)      | 1865–1867                 | römisch-katholisch                    | Am 15. Juli 2007 brannte der Turmhelm und der Glockenstuhl ab. Die Wiederherstellung des Kirchturms war rund ein Jahr später abgeschlossen. | 47° 36′ 56,4″ N, 7° 39′ 40,8″ O |
| St. Fridolin                         |      | Stetten (Dorf)            | 1821–1822                 | römisch-katholisch                    | Die Kirche St. Fridolin ist ein klassizistischer Außenbau. Im Inneren ist dieser Stil teilweise mit Rokoko-Elementen angereichert. Bemerkenswert sind die Stuckarbeiten, Altäre und die Kanzel von Jodock Wilhelm sowie die Stationsbilder von Wendelin Moosbrugger.                        | 47° 36′ 6,7″ N, 7° 39′ 54″ O    |
| St. Josef                            |      | Brombach (Dorf)           | 1899–1900                 | römisch-katholisch                    | St. Josef ist die jüngste der drei römisch-katholischen Pfarrkirchen in Lörrach. Die fast vollständig aus Spenden errichtete Kirche wurde in nur 15 Monaten Bauzeit errichtet. Ihr Baustil ist der Neugotik zuzuordnen.                                                                     | 47° 37′ 53,2″ N, 7° 41′ 16,8″ O |
| St. Nikolaus                         |      | Hauingen (Dorf)           | Langhaus: 1768 Turm: 1469 | evangelisch                           | In der Nikolauskirche wurden 1759 die Eltern von Johann Peter Hebel, Johann Jakob und Ursula Hebel, getraut. In den Jahren 1767 bis 1768 wurde das Kirchenschiff komplett umgebaut. Auffälligstes Merkmal der einfachen Saalkirche sind die 33 Holztafeln, die biblische Szenen darstellen. | 47° 38′ 35,5″ N, 7° 41′ 39,5″ O |
| St. Ottilien                         |      | Tüllingen (Obertüllingen) | 1637                      | evangelisch                           | Die Ottilienkirche wurde erstmals 1113 erwähnt. Sie steht auf exponierter Lage auf dem Tüllinger Berg und weist einen kulturhistorisch wertvollen spätgotischen Sakramentschrein auf. | 47° 35′ 49,8″ N, 7° 38′ 27,9″ O |
| St. Peter                            |      | Lörrach (Nordstadt)       | 1962–1964                 | römisch-katholisch                    | Die 220 m2 große Glaswand des Künstlers Wilfrid Perraudin war zum Zeitpunkt ihrer Fertigstellung die größte Beton-Lichtwand der Welt. | 47° 37′ 30,1″ N, 7° 39′ 59,8″ O |
| Synagoge Lörrach                     |      | Lörrach (Innenstadt)      | 2008                      | jüdisch                               | Von 1808 bis zu den Novemberpogromen 1938 existierte an einem anderen Ort in der Lörracher Innenstadt eine Synagoge, an die ein Denkmal erinnert. | 47° 36′ 45,9″ N, 7° 39′ 32,9″ O |